# Anton Turk (častnik)
Anton (Toni) Turk, slovenski častnik in vojaški diplomat * 10. december 1951, Vrhnika.
Brigadir (vp) Anton Turk je predsednik Združenja slovenskih mirovnikov, ki je bilo ustanovljeno 23. novembra 2013 in združuje zainteresirane veterane in podpornike MOM - mednarodnih operacij in misij. 

## Vojaška kariera
- 1977–1990 - rezervi častnik v partizanskih enotah nekdanje JLA
- 1992–1994 - poveljnik 530. UC Slovenske vojske na Vrhniki
- 1994–1996 - načelnik sektorja RŠTO za usposabljanje vojakov na služenju vojaškega roka
- 1996–2000 - vodja kabineta Načelnika GŠSV
- 2001–2004 - namestnik načelnika GŠSV
- 2004–2006 - nacionalni vojaški predstavnik(NMR) pri Združenemu poveljstvu za operacije
- 2006–2009 - vojaški predstavnik Slovenije pri NATO in UE(MILREP) - vodja vojaškega predstavništva
povišan v brigadirja SV (18. maj 2001)
povišan v majorja (18. junij 1993)

## Odlikovanja in priznanja
- Različna, tudi najvišja priznanja MORS in SV